# Michael Ferreira
Michael Joseph Ferreira (* 1. Oktober 1938 in Bombay) ist ein ehemaliger indischer Amateur-Spieler, Weltmeister in der Disziplin English Billiards und beruflich Rechtsanwalt.

## Leben
Während der Teenagerzeit erwachte sein Interesse am Billardspiel. Das indische Billard ist, wegen der ehemaligen englischen Besatzungsmacht, traditionell vom Snooker oder seiner Vorgängerversion, dem „English Billiards“, geprägt. Ferreira entschied sich für Zweiteres. Seine erste Schulbildung genoss er an der „Public School of St. Joseph“, Darjeeling. Danach studierte er am „St. Xavier College“ in Bombay. Das weiterführende Studium der Rechtswissenschaften, am renommierten „Law College“ in Bombay, schloss er erfolgreich ab. Er ist zugelassener Rechtsanwalt.
Ferreira hat viel erreicht in seinem Leben. Derzeit ist er an einer Firma namens QNet beteiligt, einem Multi-Level-Marketing-Unternehmen. Er ist Idol und Vorbild für viele Spieler, darunter der 3-fache Amateur- und 5-fache Profi-Weltmeister Geet Sethi. Nebenbei arbeitet er für CNN-IBN als Sportkommentator.
Nach Beendigung seiner Spielerlaufbahn arbeitete er als Trainer in den Bereichen Englisch Billiards und Snooker und wurde dafür 2001 mit dem „Dronacharya Award“ ausgezeichnet.
Ferreira liebt große Autos, gutes Essen und Wein. Zu seinen Hobbys zählen Lesen, Schreiben und westliche Klassische Musik.

## Karriere

### National
1954, im Alter von 16 Jahren, begann er ernsthaft mit den Billardspiel. 1960 debütierte er auf dem „National Billiard Circuit“, und nahm an der „National Billiards Championship“ teil. 1963, drei Jahre später, spielte er dort sein erstes 300er-Break, kam schließlich ins Finale, und unterlag seinem Landsmann Wilson Jones.

### International
1964 repräsentierte er Indien zum ersten Mal bei der World Billiards Championship für Amateure in Neuseeland. Dort wurde er Dritter, mit einer Lücke von nur einer Minute auf 6 Punkte. Bei der WM 1969 in London kam er zum ersten Mal ins Finale, unterlag dort aber dem Engländer Jack Karnehm. Bei der Weltmeisterschaft 1973 in Bombay spielte er ein Rekord-Break von 629 Punkten. 1975 kam er erneut ins Finale und musste sich dort, Norman Dagley, wieder einem Engländer, geschlagen geben. 1977 gewann er dann in Melbourne endlich seine erste Amateur-WM. Er war, nach Wilson Jones (1958, 1965), der zweite Inder der diesen Titel gewinnen konnte. Im selben Jahr gewann Ferreira auch die „World Open Billiards Championship“ in Christchurch, Neuseeland. 1978 war er der erste Amateurspieler Indiens der ein Break von 1.000 Punkten spielte (Weltrekord). Später schraubte er diesen Rekord dann auf 1.149 Punkte. 1981 setzte er erneut eine Bestmarke, diesmal unter den „Three-Pot-Regeln“, mit 630 Punkten.

## Kontroversen
Im Volksmund als „Bombay Tiger“ bekannt, war Michael Ferreira ein rebellischer Spieler. Er verlangte gegenüber jeder Sportart eine immergleiche Aufmerksamkeit und Ermutigung seitens der Regierung und  von Sponsoren. Nach seinem Ausscheiden aus dem aktiven Billardsport, arbeitete er als Kolumnist. Er gab Anlass zu ernsthaften Debatten über die Privilegien von Cricket, das alle anderen Sportarten überschatte und benachteilige.
1981 verweigerte er sich dem bekannten „Padma Shri Award“. Der Preis wird von der Regierung Indiens verliehen, er sollte ihn für den Gewinn der WM 1981 erhalten. Grund für die Verweigerung war, dass Sunil Gavaskar, ein bekannter Cricketspieler, mit dem „Padma Bhushan“, eine prestigeträchtigere Auszeichnung erhalten sollte. Seiner Meinung nach waren seine Leistungen im Billard mitnichten weniger wert, als die von Gavaskar im Cricket. 1983 wurde ihm schließlich doch noch der „Padma Bhushan“ verliehen. Zuvor wurde Ferreira, 1970, von der Regierung Maharashtras, der „Shiv Chhatrapati Award“ verliehen. 1971 war er von der indischen Regierung mit dem „Arjuna Award“ geehrt worden.

## Erfolge
- IBSF World Billiards Championship (früher: (British) Empire Billiards Championship): Sieger 1977, 1981, 1983 • Zweiter 1969, 1975
- World Open Billiards Championship: Sieger 1977
- Indische Meisterschaft: 7×
- Breaks: 16 Weltrekorde, darunter: 1149, 995, 986 (Für die ersten beiden erhielt er einen Eintrag ins Guinness-Buch der Rekorde)[4]

## Auszeichnungen
- 1970: „Shiv Chhatrapati Award“ – Regierung von Maharashtra
- 1971: „Arjuna Award“ – Regierung von Indien
- 1983: „Fair Play Award“ – Internationales Olympisches Komitee
- 1983: „Padma Bhushan“ – Regierung von Indien
- 2001: „Dronacharya Award“ – Regierung von Indien[7]
- 2011: „Lifetime Achievement Award“ – Sony International[6]